# Menticirrhus elongatus
Menticirrhus elongatus är en fiskart som först beskrevs av Günther, 1864.  Menticirrhus elongatus ingår i släktet Menticirrhus och familjen havsgösfiskar. IUCN kategoriserar arten globalt som livskraftig. Inga underarter finns listade i Catalogue of Life.